# شرايين هدبية خلفية طويلة
شرايين هدبية خلفية طويلة (بالإنجليزية: Long posterior ciliary arteries)‏‏ هو شريان يتفرعُ من شريان عيني.